# Lorenzo Agüesca

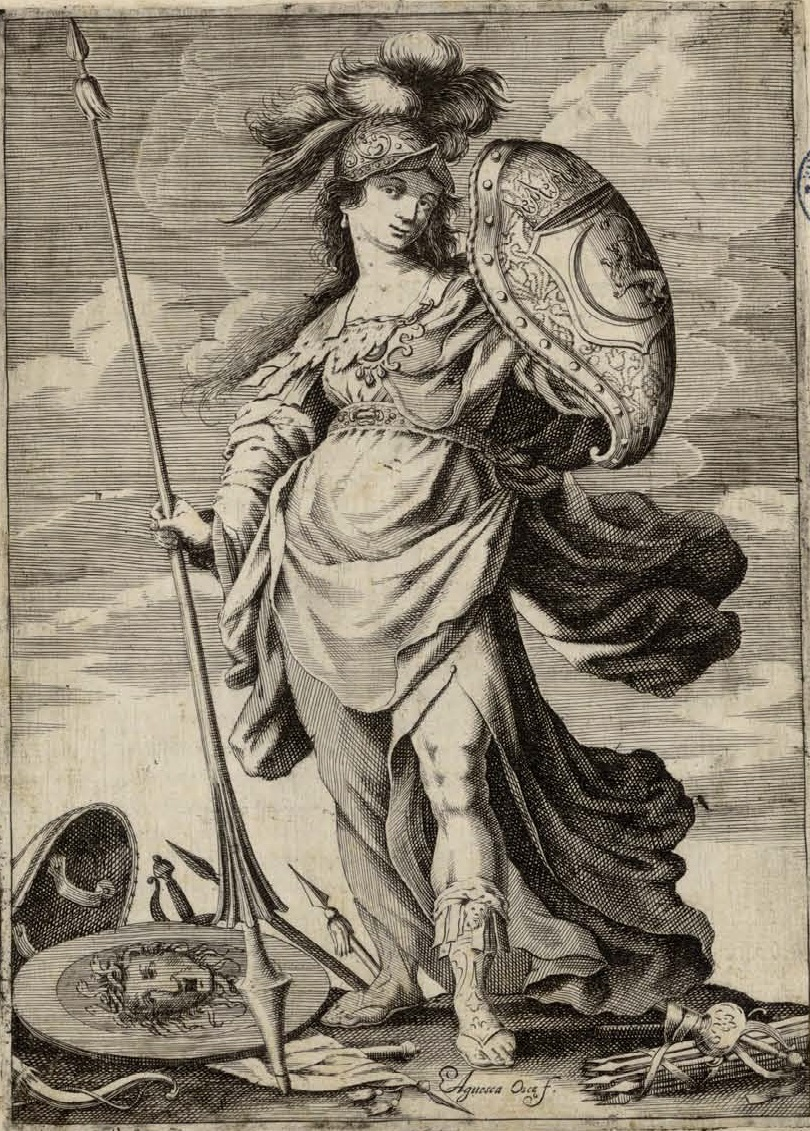
Minerva, estampa calcográfica, Madrid, Biblioteca Nacional de España, Mss/3672

Lorenzo Agüesca (Huesca, 1622-1669) fue un grabador calcográfico, pintor y presbítero español, hermano del grabador Juan Jerónimo Agüesca y tutor de su sobrina, la también grabadora Teresa Agüesca. 
Ordenado sacerdote, obtuvo un beneficio eclesiástico en la parroquia de San Pedro el Viejo de la que pasó a la de San Lorenzo en 1661. Relacionado con el erudito y coleccionista Vincencio Juan de Lastanosa, cuyas obras ilustró, fue muy elogiado por este en el Museo de las medallas desconocidas españolas, editado en Huesca en 1645, para el que proporcionó 35 láminas con un total de 163 monedas, además del grabado de portada, firmado «Laurenti, Aguesca Oscæ F.» Son suyos también los grabados que ilustran la obra de Juan Francisco Andrés de Uztarroz, Monumento de los santos martyres Iusto i Pastor, en la ciudad de Huesca. Con las antigüedades que se hallaron, fabricando una capilla para trasladar sus santos cuerpos, impreso en Zaragoza por Juan Nogués, 1644, y una hoja suelta representando a Minerva de la que guarda un ejemplar la Biblioteca Nacional de España.
En su parroquia de San Lorenzo decoró al fresco la bóveda de la sacristía, para la que también pintó dos «países» de correcto dibujo y pincelada fluida con escenas de la vida de san Orencio. En 1661 cobró de la parroquia 200 libras por ellos y por renovar y adaptar a la sacristía la serie de cuadros de la vida de san Lorenzo que en 1633 había pintado para la iglesia el valenciano Antonio Bisquert.